# Ступки (Винницкая область)
Ступки (укр. Ступки) — село на Украине, находится в Оратовском районе Винницкой области.
Код КОАТУУ — 0523180404. Население по переписи 2001 года составляет 59 человек. Почтовый индекс — 22653. Телефонный код — 4330.
Занимает площадь 0,743 км².

## Адрес местного совета
22653, Винницкая область, Оратовский р-н, с. Балабановка, ул. Ленина, 25